# James Goldstone
James Goldstone (* 8. Juni 1931 in Los Angeles, Kalifornien; † 5. November 1999 in Shaftsbury, Vermont) war ein US-amerikanischer Filmregisseur, Filmproduzent und Drehbuchautor.

## Leben
James Goldstone inszenierte 1977 den Thriller Achterbahn. 1980 führte er Regie bei Der Tag, an dem die Welt unterging. Für seine Regiearbeit an Tod auf dem Campus von 1981, einem Drama, das den dortigen Studentenaufstand vom 4. Mai 1970 rekonstruiert, erhielt James Goldstone einen Emmy. Auch war er Gastprofessor an der Columbia University in New York und Präsident der Vermont-Filmkommission.

## Filmografie (Auswahl)

### Kino
- 1968: Sein Name war Gannon (A Man Called Gannon)
- 1968: Die nackte Tote (Jigsaw)
- 1969: Indianapolis (Winning)
- 1971: Brother John... Der Mann aus dem Nichts (Brother John)
- 1971: Red Sky at Morning
- 1971: Wo Gangster um die Ecke knallen (The Gang That Couldn't Shoot Straight)
- 1972: Die Spur der schwarzen Bestie (They Only Kill Their Masters)
- 1976: Der scharlachrote Pirat (Swashbuckler)
- 1977: Achterbahn (Rollercoaster)
- 1980: Der Tag, an dem die Welt unterging (When Time Ran Out...)

### Fernsehen
- 1955: Highway Patrol (Fernsehserie)
- 1963: Route 66 (Fernsehserie, 2 Episoden)
- 1963–1964: The Outer Limits (Fernsehserie, 3 Episoden)
- 1965: Solo für O.N.C.E.L. (The Man from U.N.C.L.E., Fernsehserie, 1 Episode)
- 1966: Raumschiff Enterprise (Star Trek, Fernsehserie, 2 Episoden)
- 1967: Ein beinah tödlicher Fall (Ironside) (Fernsehfilm)
- 1968: Schatten über Elveron (Shadow Over Elveron) (Fernsehfilm)
- 1970: The Bold Ones: The Senator (Fernsehserie, 1 Episode)
- 1979: Studs Lonigan (Fernsehminiserie)
- 1981: Tod auf dem Campus (Kent State) (Fernsehfilm)
- 1982: Charles & Diana: A Royal Love Story (Fernsehfilm)
- 1983: Rita Hayworth: The Love Goddess (Fernsehfilm)
- 1984: Libby – Eine Reise ins Vertrauen (Sentimental Journey) (Fernsehfilm)
- 1984: Sie nannten sie Calamity Jane (Calamity Jane) (Fernsehfilm)
- 1984: Verloren und verdammt (The Sun Also Rises) (Fernsehminiserie)
- 1986: Schatzsuche in den Tiefen des Atlantiks (Dreams of Gold: The Mel Fisher Story) (Fernsehfilm)
- 1988: Die Galaxis der Gesetzlosen (Earth Star Voyager, Fernsehserie, 2 Episoden)
- 1988: Disney-Land (Fernsehserie, 2 Episoden)
- 1990: Braut in Schwarz (The Bride in Black) (Fernsehfilm)